# Вестернизация
Вестернизацията (от немски: West – „запад“, тоест озападняване) е процесът на възприемане на западни модели от изостаналите източни общества. В този смисъл вестернизацията се покрива донякъде с модернизацията.
В Русия вестернизацията започва по времето на Петър I и засяга всички сфери на обществения живот.